# Roberto Siorpaes (sciatore)
Roberto Siorpaes (Cortina d'Ampezzo, 6 marzo 1936) è un ex sciatore alpino e allenatore di sci alpino italiano.
Fratello del bobbista e sciatore alpino Gildo e del bobbista Sergio, ha sposato la sciatrice alpina svizzera Yvonne Rüegg.

## Biografia

### Carriera sciistica
Iniziò a gareggiare nel 1953 e fu membro della nazionale italiana per cinque anni; ottenne i suoi migliori risultati alla fine degli anni cinquanta. Nel 1957 vinse gli slalom speciali della competizione internazionale di Ortisei e delle Olimpiadi Verdi della Guardia di Finanza a Grindelwald.
Nel 1958 prese parte ai Mondiali di Bad Gastein, senza ottenere risultati di rilievo, e si aggiudicò la Coppa Duca d'Aosta vincendo lo slalom speciale a Cortina d'Ampezzo; nel 1959 si aggiudicò una medaglia ai Campionati italiani e nel 1960 vinse lo slalom gigante del Monte Canin.

### Altre attività
Dopo il ritiro dalle competizioni divenne maestro di sci e tra i vari suoi allievi figurò anche Alberto Tomba, di cui fu maestro fino alla maggiore età.

## Palmarès

### Campionati italiani
- 1 medaglia[4]:
  - 1 argento (slalom speciale nel 1959)